# Waldhermes
Waldhermes ist ein Gemeindeteil des Marktes Grafengehaig im oberfränkischen Landkreis Kulmbach. Waldhermes liegt in der Gemarkung Grünlas.

## Geografie
Der Weiler liegt im Tal des Kleinen Rehbachs. Eine Gemeindeverbindungsstraße führt nach Grünlas (0,7 km nordwestlich) bzw. zur Kreisstraße KU 13 (0,9 km südlich).

## Geschichte
Der Ort wurde 1340 als „Waldhermanns das Dorf“ erstmals urkundlich erwähnt, als das Spital Kupferberg im Ort grundherrliche Ansprüche erhielt. Im 16. Jahrhunderts ist auch die Rede von guttenbergischen Gütern in „Walthermans“, deren Zehnt dem Hochstift Bamberg zustand. 1609 bestand der Ort aus einer Mühle und einem Gut, die zu diesem Zeitpunkt Wolf von Guttenberg gehörten. Gegen Ende des 18. Jahrhunderts bestand Waldhermes aus vier Anwesen (1 Halbhof, 1 Mühle, 1 Drahthammer, 1 Tropfhaus). Das Hochgericht übte das Burggericht Guttenberg aus. Es hatte ggf. an das bambergische Centamt Marktschorgast auszuliefern. Das Burggericht Guttenberg war Grundherr sämtlicher Anwesen.
Mit dem Gemeindeedikt wurde Waldhermes dem 1812 gebildeten Steuerdistrikt Eppenreuth und der 1818 gebildeten Ruralgemeinde Grünlas zugewiesen. Im Zuge der Gebietsreform in Bayern wurde Waldhermes am 1. Januar 1972 nach Grafengehaig eingegliedert.

### Baudenkmäler
- Haus Nr. 5: Wohnhaus, sogenanntes Schulmeisterhäuslein

### Einwohnerentwicklung
| Jahr      | 001818 | 001819 | 001861 | 001871 | 001885 | 001900 | 001925 | 001950 | 001961 | 001970 | 001987 |
| Einwohner |        | *      | 41     | 43     | 45     | 37     | 26     | 32     | 17     | 13     | 10     |
| Häuser    | 5      |        |        |        | 5      | 5      | 4      | 5      | 4      |        | 5      |
| Quelle    | [ 7 ]  | [ 10 ] | [ 11 ] | [ 12 ] | [ 13 ] | [ 14 ] | [ 15 ] | [ 16 ] | [ 17 ] | [ 18 ] | [ 1 ]  |

## Religion
Waldhermes ist seit der Reformation evangelisch-lutherisch geprägt und ist bis heute nach Zum Heiligen Geist (Grafengehaig) gepfarrt.